# Perkebunan Air Batu I/Ii
Perkebunan Air Batu I/Ii is een bestuurslaag in het regentschap Asahan van de provincie Noord-Sumatra, Indonesië. Perkebunan Air Batu I/Ii telt 1677 inwoners (volkstelling 2010).